# Wilhoit
Wilhoit – jednostka osadnicza w Stanach Zjednoczonych, w stanie Arizona, w hrabstwie Yavapai.